# Rhinoclemmys funerea
Rhinoclemmys funerea är en sköldpaddsart som beskrevs av den amerikanske paleontologen Edward Drinker Cope 1876. Rhinoclemmys funerea ingår i släktet Rhinoclemmys och familjen Geoemydidae. IUCN kategoriserar arten globalt som nära hotad. Inga underarter finns listade i Catalogue of Life.
Arten förekommer i Centralamerika från Honduras till Panama.